# Verona (Misuri)
Verona es un pueblo ubicado en el condado de Lawrence en el estado estadounidense de Misuri. En el Censo de 2010 tenía una población de 619 habitantes y una densidad poblacional de 274,71 personas por km².

## Geografía
Verona se encuentra ubicado en las coordenadas 36°57′44″N 93°47′26″O / 36.96222, -93.79056. Según la Oficina del Censo de los Estados Unidos, Verona tiene una superficie total de 2.25 km², de la cual 2.25 km² corresponden a tierra firme y (0.23%) 0.01 km² es agua.

## Demografía
Según el censo de 2010, había 619 personas residiendo en Verona. La densidad de población era de 274,71 hab./km². De los 619 habitantes, Verona estaba compuesto por el 68.17% blancos, el 0% eran afroamericanos, el 1.45% eran amerindios, el 0% eran asiáticos, el 0.16% eran isleños del Pacífico, el 27.95% eran de otras razas y el 2.26% pertenecían a dos o más razas. Del total de la población el 45.72% eran hispanos o latinos de cualquier raza.